# Anamesacris
Anamesacris is een geslacht van rechtvleugeligen uit de familie Dericorythidae. De wetenschappelijke naam van dit geslacht is voor het eerst geldig gepubliceerd in 1934 door Uvarov.

## Soorten
Het geslacht Anamesacris omvat de volgende soorten:
- Anamesacris saharae Uvarov, 1934
- Anamesacris zolotarevskyi Uvarov, 1938